# Plexechinus
Famille
Genre
Plexechinus est un genre d'oursins irréguliers, le seul de la famille des Plexechinidae, au sein de l'ordre  des Holasteroida.

## Description et caractéristiques
Ce sont des oursins très irréguliers, dont la forme a évolué de la sphère vers une forme allongée, rappelant celle d'un ballon de baudruche. Ces oursins sont structurés selon une symétrie bilatérale secondaire, avec la bouche à l'« avant » et l'anus à l'« arrière ». Les piquants (« radioles ») sont courts, fins et clairsemés.
Leur test est fin, avec un plastron orthosterne (la plaque labrale est suivie par une unique plaque sternale symétrique). La plaque labrale peut être séparée de la plaque sternale par des plaques ambulacraires.

Les plaques ambulacraires s'étendent en partie derrière les plaques épisternales et s'incorporent dans la fasciole subanale.

Il n'y a pas de plaque rostrale.

Le disque apical porte une unique plaque génitale antérieure.

Le périprocte est supramarginal, parfois légèrement enfoncé.

## Liste d'espèces
Selon World Register of Marine Species (6 juin 2014) :
- genre Plexechinus A. Agassiz, 1898
  - Plexechinus aoteanus (McKnight, 1974)
  - Plexechinus cinctus A. Agassiz, 1898
  - Plexechinus hirsutus Mortensen, 1905
  - Plexechinus parvus (Mironov, 1978)
  - Plexechinus planus (Mironov, 1978)
  - Plexechinus spectabilis Mortensen, 1948
  - Plexechinus sulcatus David & Mooi, 2000

Plexechinus hirsutus